# Восточные Бескиды
Восточные Бескиды (пол. Beskidy Wschodnie, словац. Východné Beskydy, укр. Східні Бескиди) — часть Бескид, расположенная на территории Польши, Словакии и Украины.
Восточные Бескиды подразделяются на (частично расположены во Внешних Западных Карпатах):
- Лесистые Бескиды
  - Бещады (Польша, Словакия, Украина)
    - Западные Бещады (Польша, Словакия)
      - Буковске Врхи (Словакия)

    - Восточные Бещады (Украина)
      - Верховинский Вододельный хребет (Украина)

  - Сколевские Бескиды (Украина)
  - Горганы (Украина)
  - Покутско-Буковинские Карпаты (Украина)

- Полонинские Бескиды (Украина)
  - Полонина-Руна (Украина)
  - Полонина Боржава (Украина)
  - Полонина Красная (Украина)
  - Свидовец (Украина)
  - Черногора (Украина)
  - Гринявские горы (Украина)